# 18 сентября
18 сентября — 261-й день года (262-й в високосные годы) по григорианскому календарю.
До конца года остаётся 104 дня.
До 15 октября 1582 года — 18 сентября по юлианскому календарю, с 15 октября 1582 года — 18 сентября по григорианскому календарю.
В XX и XXI веках соответствует 5 сентября по юлианскому календарю.

## Праздники и памятные дни

### Международные
- Всемирный день мониторинга качества воды.

### Национальные
- Азербайджан — День национальной музыки.
- Иран — День персидской литературы и поэзии.
- Чили — День памяти первого правительства Чили 1810 года.
- Армения — День астрономии.

### Религиозные

#### Православие[2]
- Память пророка Захарии и праведной Елисаветы, родителей Иоанна Предтечи (I век);
- память преподобномученика Афанасия Брестского, игумена (1648);
- убиение благоверного князя Глеба, во Святом Крещении Давида (1015);
- память мученика Фифаила и сестры его мученицы Фивеи (Вивеи) (98—138);
- память мученика Сарвила;
- память мученицы Раисы (Ираиды) девы (ок. 308);
- память мучеников Иувентина и Максима воинов (361—363);
- память мучеников Урвана, Феодора и Медимна и с ними 77-ми мужей от церковного чина, в Никомидии пострадавших (370)[3];
- память мученика Авдия (Авида) в Персии (V век);
- память мученика Евфимия Кочева (1937);
- обретение мощей преподобноисповедника Александра (Уродова), архимандрита (2001);
- празднование в честь Оршанской иконы Божией Матери (1680).

#### Католицизм
- Память святого Иосифа Купертинского, покровителя лётчиков и космонавтов[4].

## События

### До XIX века
- 96 — Марк Кокцей Нерва провозглашён римским императором после убийства Домициана.
- 324 — Константин I разбивает войска Лициния в битве у Хрисополиса, чем завершает эпоху тетрархии.
- 795 — мавры разбивают христиан в битве при Бабиасе.
- 1454 — тевтонцы выигрывают битву под Хойницами.
- 1502 — Христофор Колумб во время своего четвёртого плавания в Новый свет высадился на берегу Коста-Рики.
- 1600 — валашские войска разбиты в битве при Мирэслэу.
- 1640 — в Киеве начался церковный собор, утвердивший православный катехизис, которым на протяжении столетий руководствовалась Православная церковь.
- 1698 — в Бастилию переведён таинственный узник, известный как «Железная маска».
- 1739 — между Российской и Османской империями заключен Белградский мирный договор.
- 1788 — началась осада Хотина русскими и австрийскими войсками.
- 1793 — президент США Джордж Вашингтон заложил первый камень в основание Капитолия.

### XIX век
- 1810 — провозглашена независимость Чили.
- 1814 — начало Венского конгресса, определившего новый европейский миропорядок после Наполеоновских войн.
- 1830 — лошадь обогнала первый американский паровоз в 9-мильной гонке между Райлиз Таверн и Балтимором.
- 1851 — вышел первый номер «Нью-Йорк таймс» ценою 2 цента.
- 1852 — первая публикация в печати Л. Н. Толстого (повесть «Детство», журнал «Современник», № 9).
- 1875 — создан Верховный суд Канады.
- 1886 — французский поэт Жан Мореас опубликовал в газете «Фигаро» статью, ставшую манифестом литераторов-символистов. Сами термины «символист» и «символизм» были предложены в этом манифесте для замены характеристики «декадент», которую раньше применяли литературные критики, оценивавшие творчество Бодлера, Малларме и других представителей символизма.
- 1893 — завершено строительство Великой Северной железной дороги между Миссисипи и Тихим океаном.

### XX век
- 1906 — на Британский Гонконг обрушился самый смертоносный в истории колонии тайфун[5][6].
- 1918 — основан Одесский национальный политехнический университет.
- 1922 — в Праге создан союз украинских студентов-эмигрантов.
- 1925 — принят первый в советской истории закон «Об обязательной военной службе»[7].
- 1932 — король Хиджаза и Неджда Абдель Азиз ибн Сауд объединил оба королевства в одно. Страна стала называться Королевством Саудовская Аравия.
- 1934 — СССР вошёл в состав Лиги Наций.
- 1938 — на полуострове Ямал зафиксировано необъяснимое наступление темноты днём (Чёрный день).
- 1941 — Приказом наркома обороны № 308 образованы первые 4 гвардейских дивизии (100-я, 161-я, 127-я и 153-я стрелковые дивизии за бои под Смоленском).
- 1944 — одна из самых больших по количеству жертв (5620) катастроф на море: британская подлодка HMS Tradewind (P329)[англ.] торпедировала японский Junyō Maru с пленными голландцами, англичанами, австралийцами и яванцами.
- 1947 — создано Центральное разведывательное управление. В этот же день Военно-воздушные силы США выделены в отдельный вид вооружённых сил.
- 1954 — введена в строй Камская ГЭС.
- 1961 — в лаборатории люминесценции Физического института АН СССР начал работать первый советский лазер на искусственном кристалле рубина[8].
- 1962 — катастрофа Ил-14 под Нижними Крестами (Якутия). Погибли 32 человека.
- 1965
  - Впервые наблюдалась Комета Икэя — Сэки.
  - Остров Хортица в Запорожье объявлен государственным заповедником.
- 1967 — правительственные органы Северо-Западных территорий (Канада) переехали из Оттавы в нынешнюю столицу Йеллоунайф.
- 1973 — в ООН приняты Федеративная Республика Германии и Германская Демократическая Республика.
- 1976 — похороны Мао Цзэдуна.
- 1980 — запуск космического корабля «Союз-38» с первым кубинским космонавтом на борту.
- 1981
  - Во Франции запрещена смертная казнь.
  - ЦК КПСС предупредил руководство Польши по поводу роста антисоветских настроений среди поляков.
  - Над Железногорском столкнулись самолёт Як-40 и вертолёт Ми-8МТВ, погибли 40 человек.
- 1986 — в Красноярске Михаил Горбачёв впервые произнёс ставшую крылатой фразу: «Демократия — это не вседозволенность».
- 1990 — Торонто проиграл Атланте право провести летние Олимпийские игры 1996 года.
- 1991 — упразднение Верховного Совета Белорусской ССР.
- 1996 — на Украине введено штриховое кодирование товаров.
- 1998 — сформирован ICANN.
- 2000
  - Мадонна выпустила альбом Music.
  - В США при участии экс-президентов СССР и США — Михаила Горбачёва и Джорджа Буша создан новый международный фонд «В защиту демократии и развития».

### XXI век
- 2001 — отправлены первые письма со спорами сибирской язвы.
- 2002 — в Корее прошли торжественные мероприятия, посвящённые восстановлению железнодорожного сообщения между Севером и Югом.
- 2003 — при выполнении испытательного полёта после ремонта двигателя произошла катастрофа самолёта Ту-160, он разбился при заходе на посадку, в 40 км от ВПП аэродрома вблизи города Энгельс.
- 2006 — запуск космического корабля Союз ТМА-9 с первой космической туристкой и одновременно первым иранским космонавтом Ануше Ансари на борту.
- 2009
  - В 150 км от Исламабада в результате теракта погибли не менее 33 человек, более полусотни ранены[9].
  - В Японии изобретён стойкий антисептик, уничтожающий вирусы, в том числе и свиного гриппа[10].
- 2011 — землетрясение в Сиккиме магнитудой 6.9, более 100 погибших.
- 2014
  - Референдум о независимости Шотландии: 55 % высказались против независимости.
  - В Торонто открыт музей исламского искусства Ага Хана.
- 2016 — состоялись парламентские выборы в России, «Единая Россия» получила 76 % мест в Государственной думе (343 из 450).
- 2024 — число статьей в Русской Википедии достигло 2 миллиона.

## Родились

### До XIX века
- 1709 — Сэмюэл Джонсон (ум. 1784), английский литературный критик, лексикограф, эссеист и поэт.
- 1750 — Томас Ириарте (ум. 1791), испанский поэт и баснописец.
- 1752 — Адриен Мари Лежандр (ум. 1833), французский математик.
- 1755 — Иван Рижский (ум. 1811), русский писатель и филолог, первый ректор Харьковского университета.
- 1765 — Григорий XVI (в миру Бартоломео Альберто Капеллари; ум. 1846), 254-й Папа Римский (1831—1846).

### XIX век
- 1819 — Жан Бернар Леон Фуко (ум. 1868), французский физик, вычисливший скорость света, создатель гироскопа и маятника Фуко.
- 1830 — Михаил Загоскин (ум. 1904), русский писатель-прозаик, журналист, общественный деятель.
- 1838 — Антон Мауве (ум. 1888), голландский художник-пейзажист.
- 1844 — Кассиус Кулидж (ум. 1934), американский художник (Собаки играют в покер).
- 1850 — Аусеклис (наст. имя Микелис Крогземис; ум. 1879), латышский поэт, переводчик.
- 1882 — Михаил Авилов (ум. 1954), русский советский живописец-баталист.
- 1885
  - Узеир Гаджибеков (ум. 1948), азербайджанский композитор, автор гимнов Азербайджанской ССР и Азербайджанской Республики.
  - Абдул-Муслим Магомаев (ум. 1937), советский композитор и дирижёр, один из основоположников азербайджанской классической музыки.
- 1894 — Пётр Репнин (ум. 1970), советский актёр театра, кино и дубляжа, сценарист.
- 1899 — Александр Мясников (ум. 1965), советский терапевт, академик АМН СССР.

### XX век
- 1902 — Павел Абанькин (ум. 1965), советский военно-морской деятель, адмирал.
- 1904 — Пётр Зайончковский (ум. 1983), советский историк, археограф и библиограф.
- 1905
  - Сабир Абдулла (ум. 1972), узбекский советский писатель, поэт, драматург.
  - Грета Гарбо (ум. 1990), шведская и американская киноактриса, обладательница «Оскара».
- 1906 — Семён Кирсанов (ум. 1972), советский поэт, журналист, военный корреспондент.
- 1907 — Эдвин Метисон Макмиллан (ум. 1991), американский физик, лауреат Нобелевской премии (1951).
- 1908 — Виктор Амбарцумян (ум. 1996), советский учёный, один из основоположников теоретической астрофизики, академик АН СССР, президент Армянской Академии наук.
- 1912 — Ариадна Эфрон (ум. 1975), переводчик, искусствовед, художница, мемуаристка, поэтесса, дочь М. Цветаевой.
- 1914 — Виктор Гришин (ум. 1992), советский государственный и партийный деятель, первый секретарь Московского горкома КПСС (1967—1985).
- 1917 — Фрэнсис Паркер Йоки (ум. 1960), американский философ, публицист, неофашист.
- 1918 — Виктор Талалихин (погиб в 1941), советский военный лётчик, Герой Советского Союза.
- 1932 — Николай Рукавишников (ум. 2002), советский космонавт, дважды Герой Советского Союза.
- 1933
  - Роберт Бэннет (ум. 2016), американский политик, бывший сенатор от штата Юта (1993—2011).
  - Валентина Пономарёва (ум. 2023), советская лётчица, инженер, учёный, космонавт-испытатель.
- 1937 — Алла Покровская (ум. 2019), актриса театра и кино, театральный режиссёр, народная артистка РСФСР.
- 1939 — Жоржи Сампайю (ум. 2021), президент Португалии (1996—2006).
- 1942 — Павел Садырин (ум. 2001), советский футболист, российский футбольный тренер.
- 1949
  - Керри Ливгрен, американский гитарист, автор песен, один из основателей рок-группы Kansas.
  - Питер Шилтон, английский футболист.
- 1950 — Дэррил Ситтлер, канадский хоккеист, рекордсмен НХЛ по очкам за один матч (10).
- 1956
  - Сергей Шелпаков, советский велогонщик, олимпийский чемпион (1980).
  - Петер Штястны, чехословацкий и канадский хоккеист, двукратный чемпион мира (1976, 1977).
- 1957 — Карен Аванесян, эстрадный артист, мастер пародий, шоумен, киноактёр, заслуженный артист России.
- 1961 — Джеймс Гандольфини (ум. 2013), американский киноактёр, обладатель премий «Эмми» и «Золотой глобус».
- 1968 — Тони Кукоч, югославский и хорватский баскетболист, трёхкратный чемпион НБА, чемпион мира и Европы.
- 1971
  - Лэнс Армстронг, американский велогонщик, чемпион мира (1993).
  - Анна Нетребко, российская и австрийская оперная певица (сопрано), народная артистка РФ.
  - Джада Пинкетт-Смит, американская актриса, певица, продюсер, режиссёр, писательница и предприниматель.
- 1973
  - Марио Жардел, бразильский футболист.
  - Джеймс Марсден, американский актёр кино и телевидения.
- 1974
  - Эмили Разерфорд, американская актриса кино и телевидения.
  - Xzibit (Элвин Натаниэл Джойнер), американский рэпер, актёр, телеведущий.
- 1979 — Элисон Ломан, американская актриса.
- 1981 — Дженнифер Тисдейл, американская актриса и певица.
- 1984 — Нина Арианда, американская актриса, лауреат премии «Тони».
- 1986 — Рено Лавиллени, французский прыгун с шестом, олимпийский чемпион (2012), многократный чемпион Европы.
- 1989 — Серж Ибака, испанский баскетболист, чемпион НБА (2019), чемпион Европы (2011).
- 1998 — Кристиан Пулишич, американский футболист.

### XXI век
- 2003 — Эйдан Галлахер, американский актёр, певец, экоактивист, посол доброй воли ООН.

## Скончались

### До XIX века
- 96 — убит Домициан (р. 51), последний римский император из династии Флавиев (81—96).
- 1261 — Конрад фон Гохштаден (р. 1198 или 1205), архиепископ Кёльнский (с 1238).
- 1598 — Тоётоми Хидэёси (р. 1536), японский военачальник и политик, объединитель Японии.
- 1675 — Карл IV (р. 1604), герцог Лотарингии и герцог Бара (с 1625).
- 1781 — Тобиас Фюрно (р. 1735), британский мореплаватель, морской офицер, сопровождавший Джеймса Кука.
- 1783 — Леонард Эйлер (р. 1707), математик, внёсший также значительный вклад в развитие ряда прикладных наук.

### XIX век
- 1807 — Франциск Смуглевич (р. 1745), польский художник, основоположник литовской школы живописи.
- 1896 — Арман Ипполит Луи Физо (р. 1819), французский физик, первым измеривший скорость света в земных условиях.

### XX век
- 1903 — Александр Бэн (р. 1818), шотландский философ, психолог и педагог.
- 1906 — Эмилиан Адамюк (р. 1839), один из основоположников офтальмологии в России.
- 1911 — Пётр Столыпин (р. 1862), российский государственный деятель, премьер-министр (1906—1911).
- 1924 — Фрэнсис Брэдли (р. 1846), английский философ-идеалист.
- 1931 — Гели Раубаль (р. 1908), племянница и возлюбленная Адольфа Гитлера.
- 1936 — Василий Немирович-Данченко (р. 1845), русский писатель, журналист и путешественник, старший брат Владимира Немировича-Данченко.
- 1939 — покончил с собой Станислав Виткевич (р. 1885), польский писатель, художник и философ.
- 1945 — погиб Дмитрий Кедрин (р. 1907), русский советский поэт, переводчик, журналист.
- 1961
  - Ольга Перовская (р. 1902), русская советская детская писательница.
  - Даг Хаммаршельд (р. 1905), Генеральный секретарь Организации Объединённых Наций в 1953—1961.
- 1964 — Шон «Джон» О’Кейси (р. 1880), ирландский драматург.
- 1967
  - Джон Дуглас Кокрофт (р. 1897), английский физик, лауреат Нобелевской премии (1951).
  - Аркадий Островский (р. 1914), советский композитор-песенник.
- 1969 — Рудольф Вагнер-Регени (р. 1903), немецкий композитор, дирижёр и музыкальный педагог.
- 1970
  - Хосе Педро Сеа (р. 1900), уругвайский футболист, двукратный олимпийский чемпион (1924, 1928), чемпион мира (1930).
  - Джими Хендрикс (р. 1942), американский гитарист, певец и композитор.
- 1971 — Александр Прокофьев (р. 1900), русский советский поэт и журналист.
- 1980
  - Александр Колобаев (р. 1901), театральный актёр, народный артист РСФСР.
  - Кэтрин Энн Портер (р. 1890), американская журналистка, писательница и общественный деятель.
  - Исидор Шток (р. 1908), советский писатель-прозаик, драматург, сценарист и актёр.
- 1992 — Николай Задорнов (р. 1909), русский советский писатель и сценарист, отец сатирика Михаила Задорнова.
- 1999 — Виктор Сафронов (р. 1917), советский и российский астроном, автор теории формирования планет.

### XXI век
- 2004 — Клара Румянова (р. 1929), киноактриса, известная по озвучиванию мультфильмов, заслуженная артистка РСФСР.
- 2005 — Егор Яковлев (р. 1930), советский и российский писатель, журналист.
- 2007 — Борис Грушин (р. 1929), социолог, организатор первого в СССР Института общественного мнения.
- 2009 — Наталия Шведова (р. 1916), советский и российский лингвист, академик РАН.
- 2011 — Курт Зандерлинг (р. 1912), немецкий дирижёр.
- 2013
  - Кен Нортон (р. 1943), американский боксёр-профессионал, чемпион мира в тяжёлом весе по версии WBC (1977—1978).
  - Марсель Райх-Раницкий (р. 1920), немецкий публицист и литературный критик.
  - Ричард Сарафьян (р. 1930), американский кинорежиссёр и актёр.
- 2017 — Зураб Соткилава (р. 1937), оперный певец (тенор), солист Большого театра, народный артист СССР.
- 2019 — Фернандо Риксен (р. 1976), нидерландский футболист (полузащитник).
- 2020
  - Рут Бейдер Гинзбург (р. 1933), американский юрист, судья Верховного суда США (1993—2020).
  - Стивен Коэн (р. 1938), американский историк, специалист по истории СССР.
  - Джон Тёрнер (р. 1929), канадский государственный и политический деятель, премьер-министр Канады (1984).
- 2024 — Сальваторе Скиллачи (р. 1964), итальянский футболист, лучший игрок чемпионата мира 1990 года.

## Приметы
Захарий и Елисавета.
- В лесу много рябины — осень будет дождливая, а мало — сухая.
- Если листья на рябине пожелтели рано, осень будет ранняя и ранняя холодная зима.
- День считался счастливым для гадания и предсказания в память того, что святая Елисавета предсказала в этот день пресвятой Деве Марии рождение Иисуса Христа[11].